# Summit Lake (Colorado)
Der Summit Lake [ˈsʌmɪt leɪk] („Gipfelsee“) ist ein See im US-Bundesstaat Colorado – rund 60 km südwestlich der Landeshauptstadt Denver in der Front Range der Rocky Mountains gelegen. Er liegt am Mount Evans Scenic Byway zwischen Idaho Springs und dem Mount Blue Sky (ehemals Mount Evans, 4348 m).
Im Jahr 1924 wurde der im Clear Creek County gelegene See von der Stadt Denver erworben und in das städtische Gebirgsparksystem integriert. Als einer von elf National Natural Landmarks Colorados ist er auf dem Mount Evans Scenic Byway ein beliebtes Fotomotiv; da aber wandern nicht möglich und schwimmen im See nicht erlaubt ist, bietet das Angeln am Seeufer die einzige Freizeitaktivität.
Der Summit Lake gehört zu den höchstgelegenen Seen der Vereinigten Staaten – nur zwölf (allein neun in Colorado) liegen höher.

## Summit Lake Park
Der Summit Lake Park umfasst ein rund 65 Hektar großes Gebiet um den Summit Lake und umfasst sowohl arktische als auch alpine Tundralandschaft. Beim Grund östlich des Sees handelt es sich um Permafrostboden, welcher die Trockenlegung der Gegend verhindert. Während des Sommers wird der Park von Wildblumen überdeckt, von denen einige sonst nirgendwo außerhalb des Polarkreises zu finden sind.